# غرناطة (مادبا)
غرناطة منطقة سكنية تقع في لواء قصبة مادبا، محافظة مادبا في الأردن. تنتمي المنطقة لقضاء جرينة الذي يضم 5 مناطق. يقدر عدد سكانها بـ 1652 نسمة حسب إحصاء 2015.

## الوصلات الخارجية
- دائرة الاحصاءات العامة